# Loïc Duval
Pour les articles homonymes, voir Duval.
Loïc Duval, né le 12 juin 1982 à Chartres, est un pilote automobile français, courant en endurance.
Il remporte notamment les 24 Heures du Mans 2013 et est sacré champion du monde d'endurance la même année.

## Biographie

### Enfance
Enfant, Loïc Duval est attiré par la Formule 1. C'est son rêve et celui de son père, pilote amateur de motocross. Entre Chartres, sa ville natale, et la Normandie, où il passe huit ans à cause du divorce de ses parents, le sport mécanique est présent. Loïc sait faire de la moto avant de tenir en équilibre sur un vélo. À dix ans, il commence le karting.
À la fin des années 1990, sous le maillot de l'équipe de France, Duval joue le haut de la grille en kart. Il émerge parmi les meilleurs espoirs français en 1998 par une victoire en Coupe de France et une troisième place en championnat d'Europe à Valence. Deux ans plus tard, il confirme à l'échelle mondiale en grimpant sur le podium à Braga et signant une cinquième place à Suzuka. Ce coup de projecteur n'est pas suffisant pour attirer les sponsors alors que les frais de sa discipline s’accumulent, souvent payés par son père. À cause de cette passion dévorante, il est exclu de son collège privé de Notre-Dame à Chartres à cause de ses absences répétées. Préférant se focaliser sur sa passion, il passe outre au baccalauréat. À dix-huit ans, il décide de s'exiler une année à Bologne pour se rapprocher de sa structure de karting. Fin 2001, il pense à arrêter, ne trouvant pas l'argent pour passer en voiture. Il trouve alors un emploi dans une société de téléphonie.

### Formules de promotion (2002-2005)
Début 2002, la FFSA lui délivre une bourse pour participer à la Formule Campus, catégorie d'entrée des monoplaces. Révélation de l'année, le sociétaire de l'écurie du Thymerais écrase le championnat en empilant neuf victoires et autant de pole positions. Sacré champion dès sa première année dans la discipline, il passe en 2003 dans le championnat de France de Formule Renault 2.0, où il décroche un nouveau titre avec quatre victoires et quatre poles. Alain Prost, auteur du même doublé en son temps, déclare alors : « si un Français doit aller en F1 dans les prochaines années, ce sera lui ».
En 2004, avec le soutien du Renault Driver Development (RDD), il intègre les rangs du relevé championnat de Formule 3 Euro Series, au sein de l'écurie française Signature. Le contrat comprend une année pour apprendre et la suivante pour gagner. Le Chartrain signe une première saison correcte avec deux podiums et une douzième place finale. Régulièrement aux avant-postes, il fait mieux l'année suivante où il croise Hamilton, Vettel et Kubica, avec cinq podiums. Mais il ne compte toujours aucune victoire et termine septième au classement, ce qui lui vaut de perdre le soutien du RDD fin 2005.

### Exil au Japon (2006-2012)

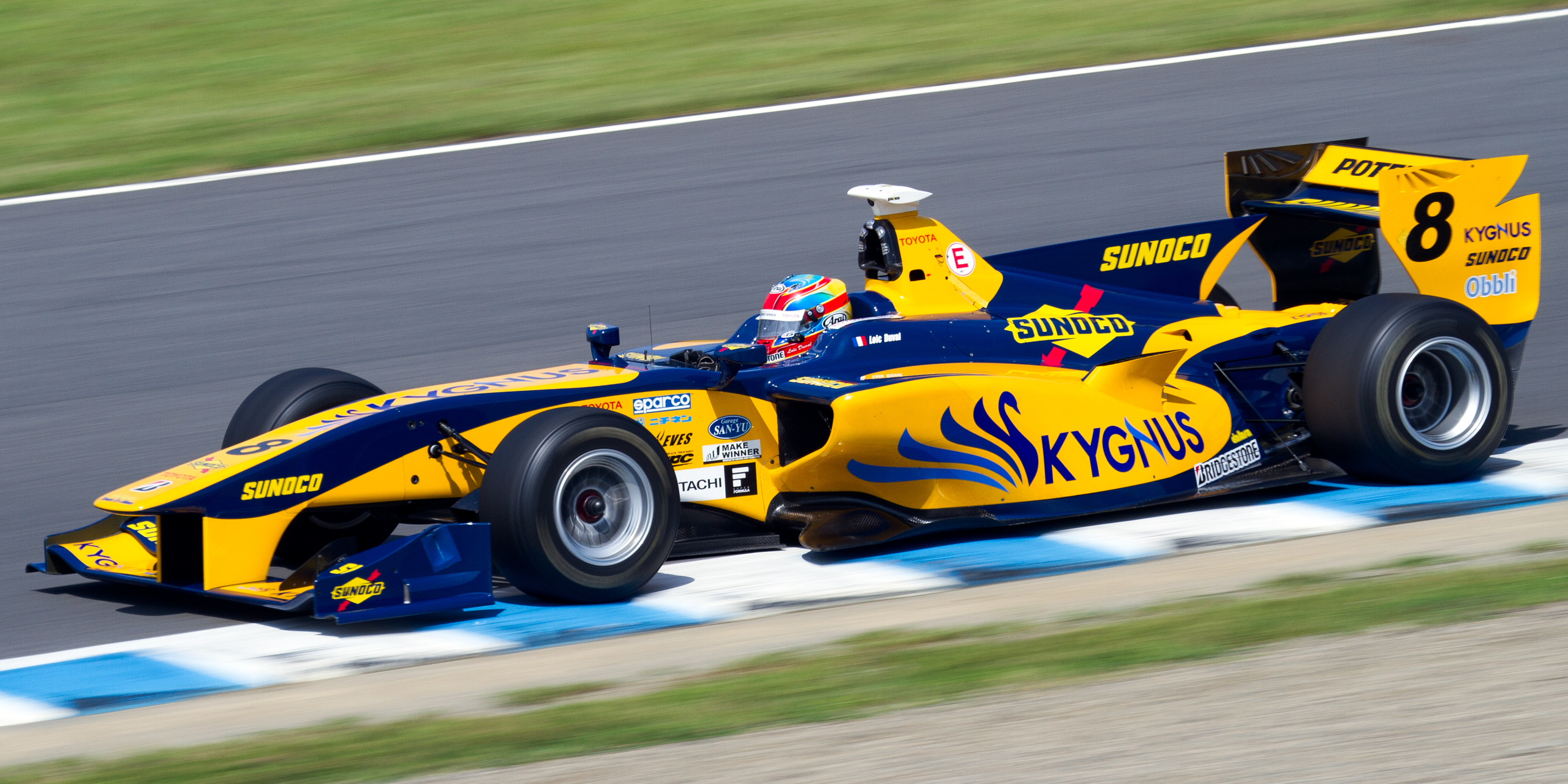
Loïc Duval en 2014 en Super Formula à Motegi

Début 2006, Duval tourne partiellement le dos à ses rêves de F1 et s'exile au Japon, séduit par l'opportunité de devenir pilote professionnel. Il se fait rapidement une place dans l'écurie Nakajima Racing, au volant d'une monoplace motorisée par Honda. Il signe deux succès dès sa première saison en Formula Nippon (4e au général).
Sur les pistes du Soleil Levant, il croise l'Allemand André Lotterer et le Français Benoît Tréluyer qui deviennent des proches. Il connaît un peu moins de réussite en 2007, avec la sixième place, mais sans victoire. Trois ans après son arrivée, Duval remporte l'édition 2009 avec quatre victoires, deux podiums et trois poles en huit courses. Dans son contrat est prévu plusieurs jours d'essai en Formule 1 en cas de victoire, mais Honda arrête au même moment son programme F1. Parallèlement, comme la plupart des pilotes de Formula Nippon, il participe au championnat d'endurance de Super GT. Son nom apparaît en haut pour ses premiers pas dans cette discipline, qu'il remporte avec Takashi Kogure.
Malgré la distance, les performances de Duval ne passent pas inaperçues en Europe, où il jouit toujours d'une bonne cote. Lors de l'hiver 2006-2007, il intègre également l'équipe de France de A1 Grand Prix, d'abord dans un rôle de pilote de réserve derrière Nicolas Lapierre puis en tant que pilote titulaire en fin de championnat. Il dispute la totalité de la saison 2007-2008.
Second en 2008, Duval remporte le championnat de Formula Nippon 2009. En 2010, il passe chez Docomo Team Dandelion Racing et prend la troisième place. Après ne pas avoir été engagé en 2011, toujours sous contrat au Japon, il continue d'y disputer quelques épreuves sous les couleurs de Toyota en 2012 pour Kygnus-Sunoco-Team LeMans. Il se bat donc en endurance (avec Audi) contre son employeur en Formula Nippon.

### Succès en endurance (depuis 2008)

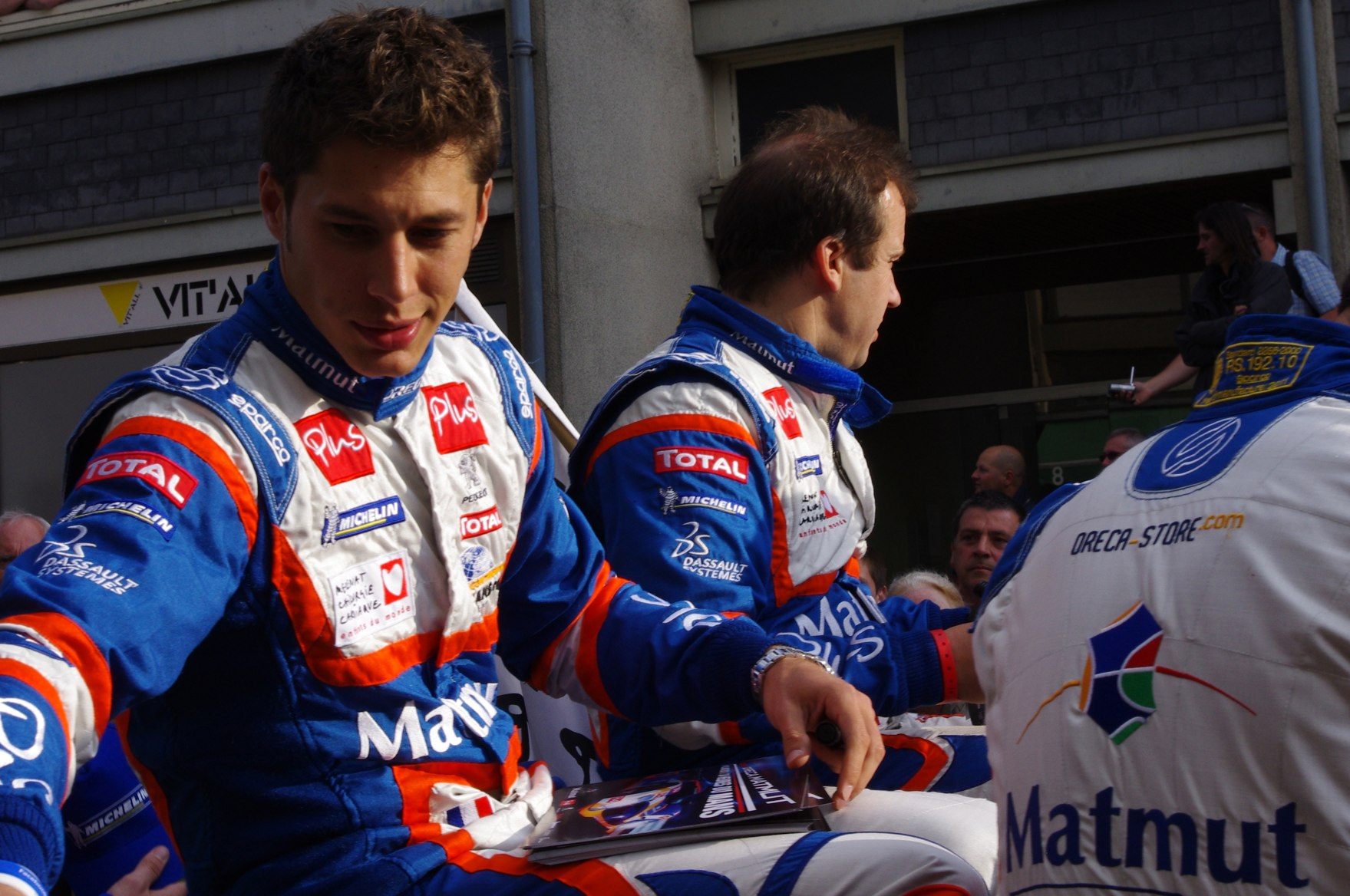
Loïc Duval lors de la parade des pilotes des 24 Heures du Mans 2011.

Pour les 24 Heures du Mans 2008, Hugues de Chaunac l'installe dans le baquet d'une Courage-Oreca à moteur Judd. Aux côtés de Soheil Ayari et Laurent Groppi il se fait remarquer en devenant le meilleur jeune, il reçoit le prix Jean-Rondeau, et en terminant 8e au général.
Séduit, Hugues de Chaunac rappelle Duval pour les 24 Heures du Mans 2010. Il lui confie les clefs d'une Peugeot 908 HDi FAP d'Oreca de 700 chevaux taillée pour la gagne. Après de bonnes qualifications, Duval, associé à Olivier Panis et Nicolas Lapierre, se retrouve en position de jouer le podium à quelques encablures de l'arrivée avant que son moteur ne lâche à 25 minutes de la fin de la course. Il réalise cependant le meilleur tour en course de l'histoire de la course : 3 min 19 s 074 avec une moyenne de 246,4 km/h.
En 2011 avec la même voiture et les mêmes coéquipiers, Duval ouvre son palmarès d'endurance en remportant les 12 Heures de Sebring. Lors des 24 Heures du Mans, deux sorties de piste donnent un goût amer à sa cinquième place. À la fin de l'année, Peugeot lui propose un volant mais il préfère rejoindre ses amis de l'époque nippone Lotterer et Tréluyer chez Audi,.
En 2012, pour ses débuts chez la marque allemande, le programme est réduit avec seulement trois courses de prévues : 12 Heures de Sebring, 6 Heures de Spa-Francorchamps et 24 Heures du Mans. Les deux premiers rendez-vous sont bien négociés par la Audi R18 avec une seconde place aux États-Unis et la victoire en Belgique. Dans la Sarthe, Audi est favori et Duval vise ouvertement le podium. Engagé avec Romain Dumas et Marc Gené, les deux s'encastrent chacun leur tour dans un mur de pneus et font perdre de précieuses minutes à réparer (finalement 5e). Le Chartrain sait qu'il a tout de même marqué des points avec, une nouvelle fois, le record du tour. Fin 2012, après avoir remarqué sa performance, Wolfgang Ullrich prolonge de plusieurs années son contrat et lui donne un volant en championnat du monde d'endurance. Toujours sous contrat au Japon, il continue d'y disputer quelques épreuves sous les couleurs de Toyota et se bat donc en endurance contre son employeur en Formula Nippon.
Début 2013, Duval intègre un nouvel équipage. Il remplace le jeune retraité italien Rinaldo Capello et rejoint Tom Kristensen et Allan McNish, deux légendes des 24 Heures du Mans. Victorieux des 6 Heures de Silverstone, puis second à Spa-Francorchamps, ils abordent Le Mans avec de réelles chances de succès. Duval annonce la couleur en signant un chrono impressionnant en fin de la journée test. Le 19 juin de nuit, le Chartrain poursuit et signe un tour en 3 min 22 s 349, lui attribuant la pole position. Durant la course, le trio profite de problèmes techniques de la voiture de tête pour prendre la direction de la course et ne plus la quitter, malgré la pression des concurrents, les averses et le safety-car. Duval passe à quelques dixièmes de seconde d'un exploit unique : pole, victoire et meilleur tour (son ami Lotterer fait légèrement mieux). Quelques mois plus tard, le titre mondial couronne une saison 2013 géante : trois succès et quatre podium en huit courses.
Le 11 juin 2014, lors des essais libres des Le Mans, Duval perd le contrôle de son Audi à la sortie des virages Porsche alors qu'il flirte avec les 270 km/h. Sa voiture décolle et s'encastre dans les grillages de protection. Alors que l'arrière de son véhicule est pulvérisé, sa cellule de survie le sauve et Duval s'en sort avec un léger traumatisme crânien, des plaies aux jambes et des courbatures. Sa vue met quelques semaines à se rétablir mais sa mémoire efface totalement cet évènement.
Pour les 24 Heures du Mans 2015, Duval est associé à Lucas di Grassi et Oliver Jarvis et la voiture échoue au pied du podium. Un accident, survenu après trois heures de course où Loïc Duval arrive plein gaz dans des GT au ralenti avant de finir en tête-à-queue dans le rail, lui coûte quatre minutes. Le trio finit quatrième.

### Participations en Formule E (depuis 2015)

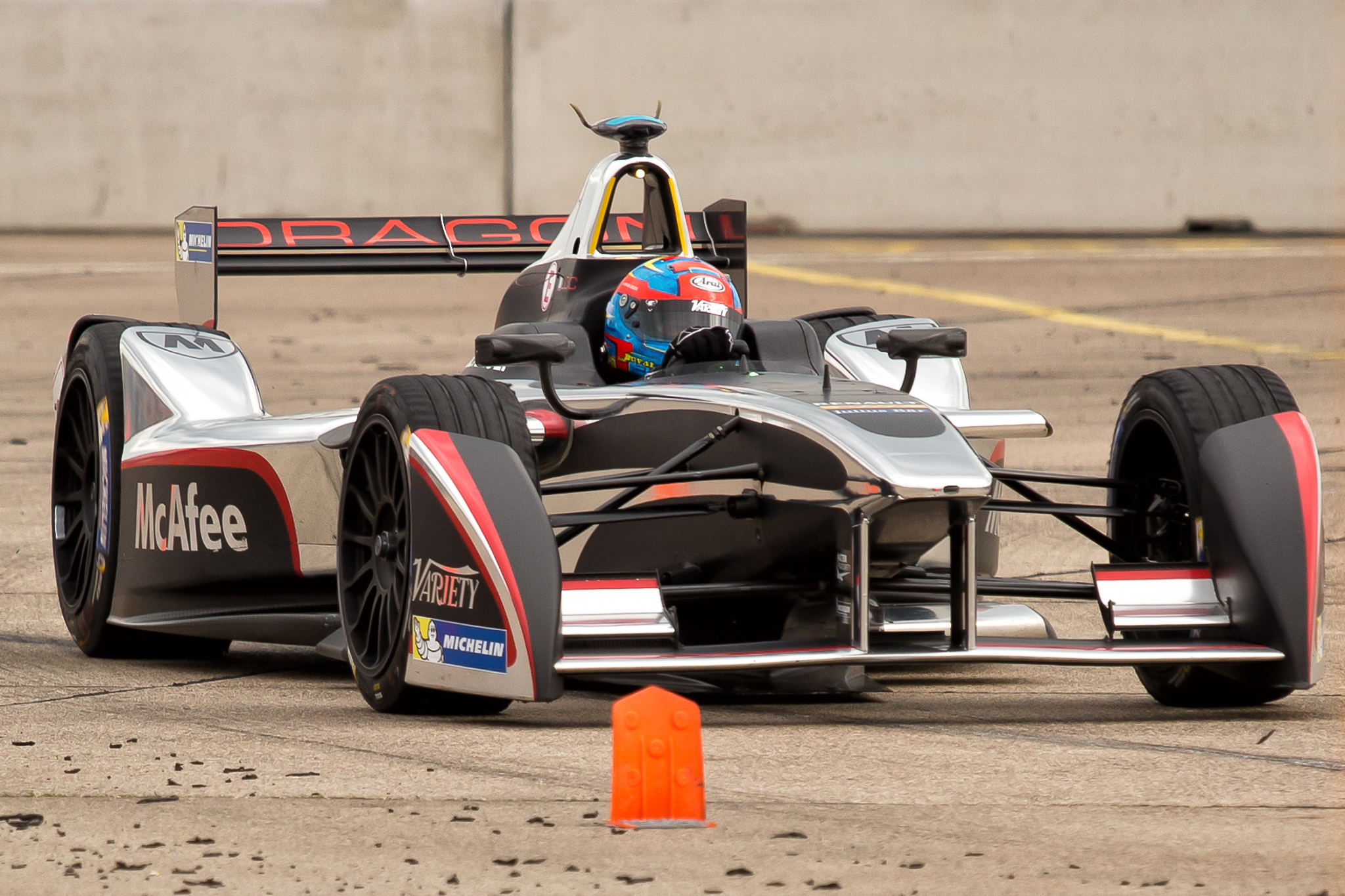
Loïc Duval sur une Spark-Renault SRT 01E de Dragon Racing, à Berlin, lieu de son premier podium, en Formule E en 2015.

En parallèle de son programme en championnat du monde d'endurance FIA, il signe en 2015 avec Dragon Racing pour réaliser la course de Miami en Formule E. Il fait la suite du championnat et termine neuvième avec un total de 42 points, se plaçant sur deux podiums en course. La saison suivante, il continue en Formule E avec l'équipe américaine.

## Palmarès

### Résultats aux 24 Heures du Mans

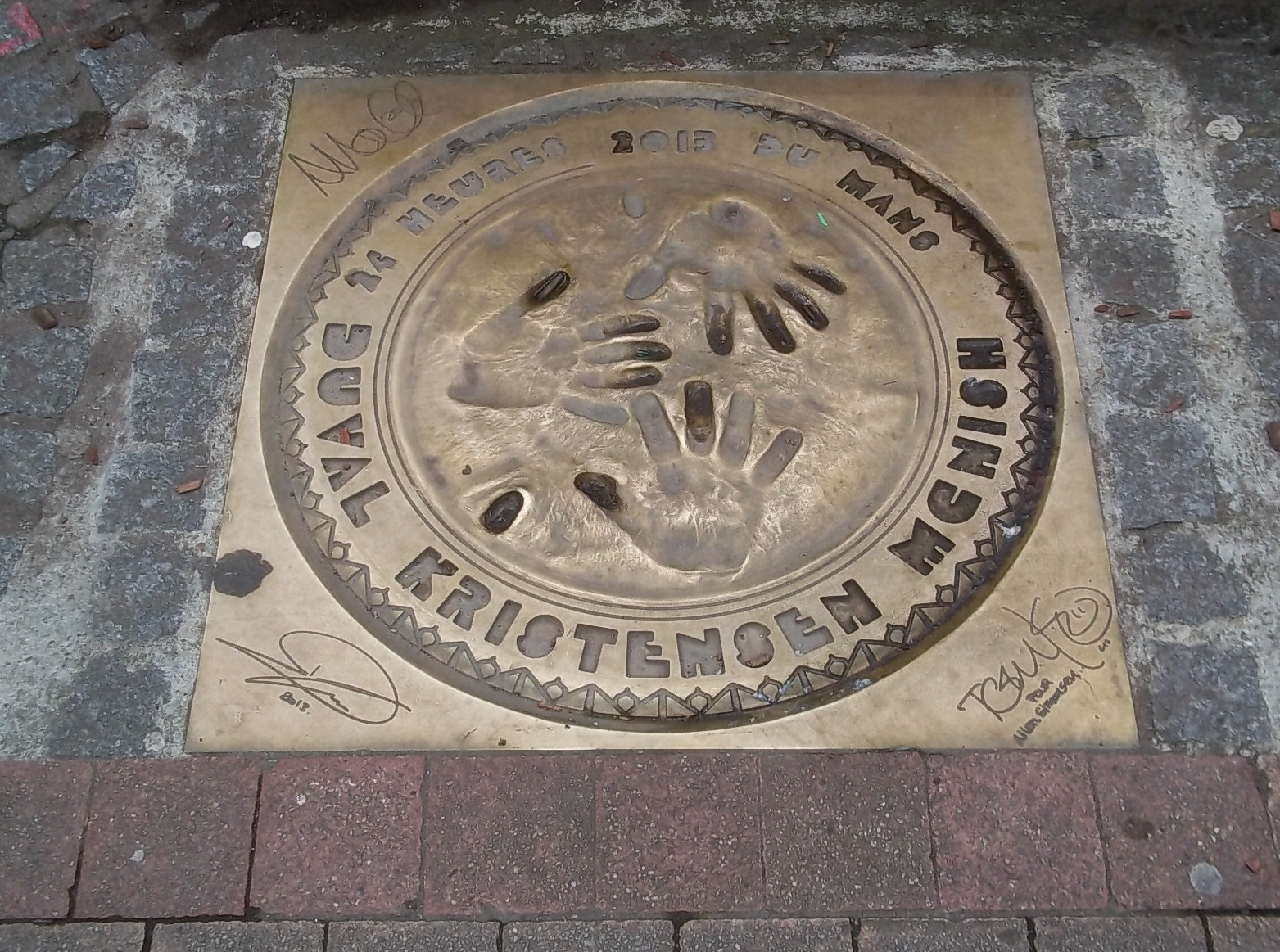
Empreintes des vainqueurs des 24 heures 2013 - Walk of fame - Le Mans

| Année | Voiture                 | Équipe                | Équipiers                             | Résultat    |
| ----- | ----------------------- | --------------------- | ------------------------------------- | ----------- |
| 2008  | Courage-Oreca LC70-Judd | Team Oreca            | Soheil Ayari / Laurent Groppi         | 8e          |
| 2010  | Peugeot 908 HDi FAP     | Team Oreca            | Olivier Panis / Nicolas Lapierre      | Abandon     |
| 2011  | Peugeot 908 HDi FAP     | Team Oreca            | Olivier Panis / Nicolas Lapierre      | 5e          |
| 2012  | Audi R18 TDI            | Audi Sport Team Joest | Marc Gené / Romain Dumas              | 5e          |
| 2013  | Audi R18 e-tron quattro | Audi Sport Team Joest | Tom Kristensen / Allan McNish         | Vainqueur   |
| 2015  | Audi R18 e-tron quattro | Audi Sport Team Joest | Lucas di Grassi / Oliver Jarvis       | 4e          |
| 2016  | Audi R18                | Audi Sport Team Joest | Lucas di Grassi / Oliver Jarvis       | 3e          |
| 2018  | Oreca 07                | TDS Racing            | François Perrodo / Matthieu Vaxivière | Disqualifié |
| 2019  | Oreca 07                | TDS Racing            | François Perrodo / Matthieu Vaxivière | 8e          |
| 2021  | Oreca 07                | Realteam Racing       | Norman Nato / Esteban Garcia          | 12e         |
| 2023  | Peugeot 9X8             | Peugeot TotalEnergies | Nico Müller / Gustavo Menezes         | 27e         |
| 2024  | Peugeot 9X8             | Peugeot TotalEnergies | Paul di Resta / Stoffel Vandoorne     | 11e         |

### Par années

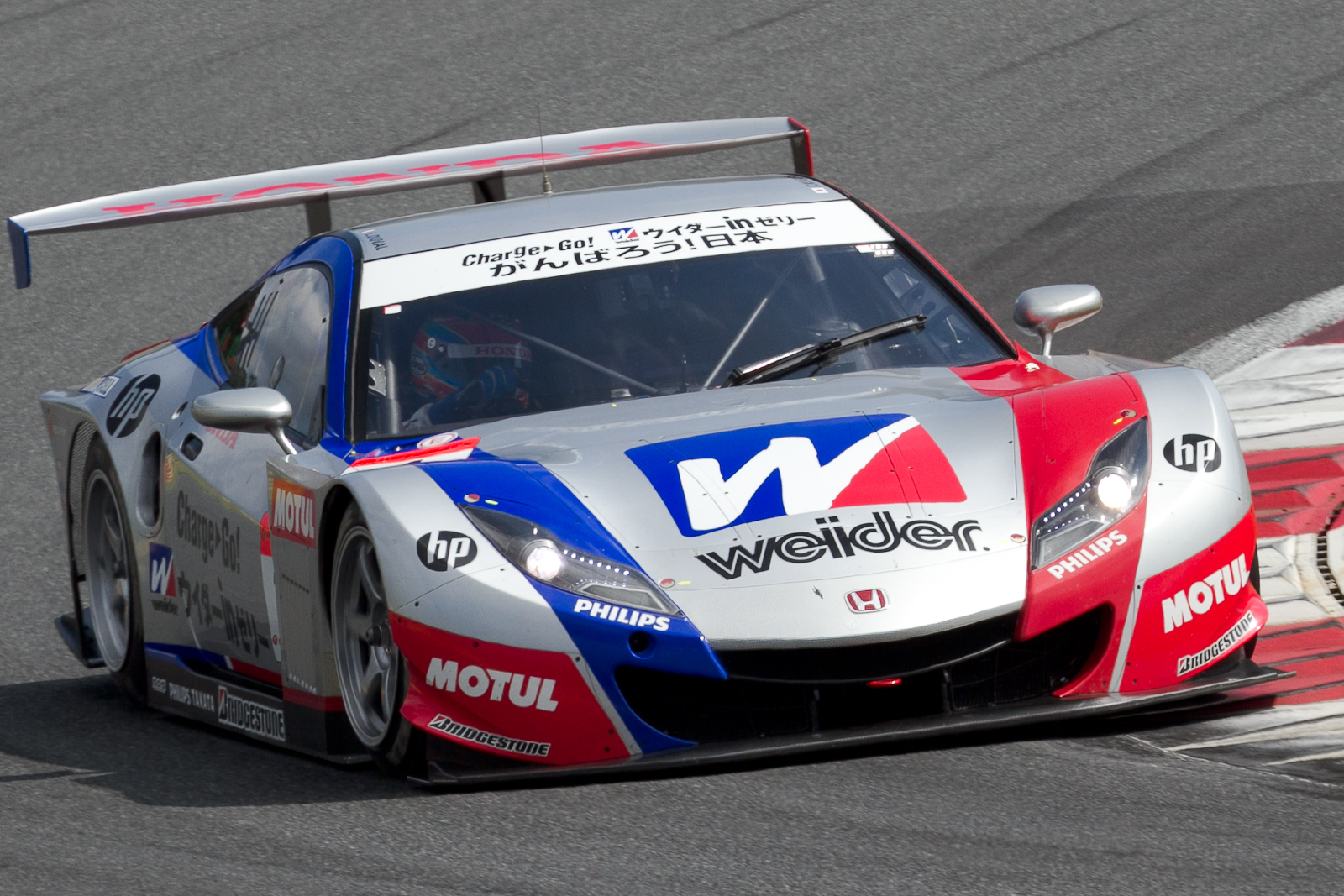
Loïc Duval en 2011 aux 250 km de Fuji

- 2002 : Champion de France de Formule Campus
- 2003 : Champion de France de Formule Renault
- 2004 : Formule 3 Euroseries (12e du championnat)
- 2005 : Formule 3 Euroseries (6e du championnat)
- 2006 et 2007 : Vainqueur des 300 kilomètres de Fuji
- 2006 : Formula Nippon (4e du championnat avec 2 victoires) - Super GT (11e du championnat)
- 2007 : Formula Nippon (6e du championnat) - Super GT - Membre de l'équipe de France de A1 Grand Prix.
- 2008 : 24 Heures du Mans (8e et sacré meilleur jeune)
- 2009 : Champion de Formula Nippon avec le Nakajima Racing (3 victoires et 2 pole positions) - Super GT - Membre de l'équipe de France de A1 Grand Prix.
- 2010 : Champion de Super GT, Formula Nippon (3e du championnat).
- 2010 : Vainqueur des 300 kilomètres d'Okayama
- 2011 : Vainqueur des 12 Heures de Sebring avec le Team Oreca, 1 000 kilomètres de Suzuka, et 250 kilomètres de Sepang
- 2012 : Vainqueur des 6 Heures de Spa sur une Audi R18 ultra d'Audi Sport Team Joest, 2e des 12 Heures de Sebring
- 2013 : Vainqueur des 24 Heures du Mans, des 6 Heures de Silverstone, et des 6 Heures d'Austin et champion du monde sur une Audi R18 e-tron quattro d'Audi Sport Team Joest
- 2014 : 2e des 6 Heures de Spa et du circuit des Amériques (Austin) et 7e au général avec Audi Sport Team Joest
- 2014-2015 : 9e du championnat de Formule E (deux podiums) avec Dragon Racing
- 2015 : 3e des 6 Heures du circuit des Amériques (Austin) et 4e au général avec Audi Sport Team Joest
- 2016 : Vainqueur des 6 Heures de Spa
- 2019 : Finaliste de la Race of Champions[3]
- 2021 : Vainqueur des 12 Heures de Sebring avec le JDC-Mustang Sampling Racing[4].